# Colonia la Libertad, Hidalgo
Colonia la Libertad är en ort i Mexiko.   Den ligger i kommunen Ixmiquilpan och delstaten Hidalgo, i den sydöstra delen av landet, 120 km norr om huvudstaden Mexico City. Colonia la Libertad ligger 1 771 meter över havet och antalet invånare är 534.
Terrängen runt Colonia la Libertad är huvudsakligen kuperad, men den allra närmaste omgivningen är platt. Runt Colonia la Libertad är det ganska tätbefolkat, med 96 invånare per kvadratkilometer. Närmaste större samhälle är Ixmiquilpan, 3,8 km sydväst om Colonia la Libertad. Trakten runt Colonia la Libertad består till största delen av jordbruksmark.